# Альфа Насоса
α Насоса (Альфа Насоса, лат. Alpha Antliae) — переменная звезда, которая находится в созвездии Насос на расстоянии около 370 световых лет от нас.

## Характеристики
α Насоса является самой яркой звездой в созвездии, однако до сих пор она не имеет собственного имени. Она представляет собой оранжевый гигант, периодически увеличивающий собственную яркость.